# Real (álbum de Hiroshi Kitadani)
Real é o segundo álbum de estúdio de Hiroshi Kitadani. Foi lançado em 8 de agosto de 2012 pela Lantis e possui 12 faixas.

## Produção
Inclui a faixa "We Go!", que marca seu retorno a músicas de One Piece após onze anos, mas em um arranjo diferente.

## Recepção
Sobre o álbum, o CD Journal disse que "o volume e a técnica de seu trabalho de voz impressionam", também comparando a capacidade vocal de Kitadani com a de Hironobu Kageyama.
O álbum chegou à 110ª posição no Oricon Albums Chart.

## Faixas[6]
| N.º            | Título                                               | Letras            | Música                                              | Duração |  |
| 1.             | "Real"                                               | Hiroshi Kitadani  | H. Kitadani e Kouhei Munemoto                       | 4:00    |  |
| 2.             | "Only in my dream"                                   | Shoko Fujibayashi | H. Kitadani e SCUDERIA☆180                          | 3:57    |  |
| 3.             | "Specter of the abyss"                               | Shin Furuya       | H. Kitadani, Yoshichika Kuriyama e Atsushi Yokozeki | 5:41    |  |
| 4.             | "Love is all"                                        | H. Kitadani       | H. Kitadani e Tomoki Kikuya                         | 5:35    |  |
| 5.             | "Groovy Sunday"                                      | Emi Inaba         | H. Kitadani e SCUDERIA☆180                          | 4:07    |  |
| 6.             | "Yell"                                               | E. Inaba          | H. Kitadani e Akiyo Toda                            | 4:55    |  |
| 7.             | "La rouge fleur"                                     | S. Furuya         | H. Kitadani e Takashi Nagasawa                      | 4:39    |  |
| 8.             | "Sunshiny Sunny Boy"                                 | S. Fujibayashi    | H. Kitadani e T. Kikuya                             | 4:54    |  |
| 9.             | "Go Ahead!!"                                         | E. Inaba          | H. Kitadani e SCUDERIA☆180                          | 4:04    |  |
| 10.            | "Mikazuki ~you were my everything"                   | S. Fujibayashi    | H. Kitadani e K. Munemoto                           | 4:17    |  |
| 11.            | "All over the world"                                 | S. Fujibayashi    | H. Kitadani e Kenichi Sudo                          | 5:59    |  |
| 12.            | "We Go! ～Rock-A-Billy-Style～" (usada em One Piece) | S. Fujibayashi    | Kohei Tanaka e T. Nagasawa                          | 4:00    |  |
| Duração total: | Duração total:                                       | Duração total:    | Duração total:                                      | 56:21   |  |